# Centro de curvatura

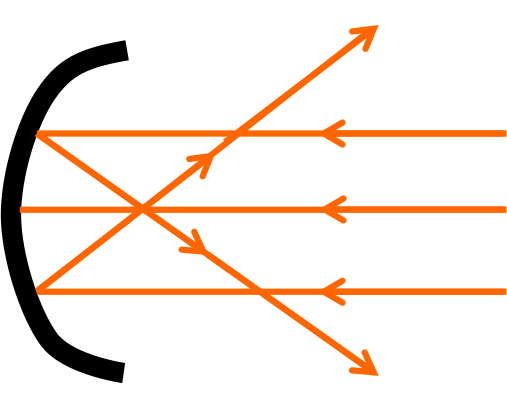
Um espelho côncavo com raios de luz

Centro de curvatura

Na geometria, o centro de curvatura de uma curva é encontrado em um ponto que está a uma distância da curva igual ao raio de curvatura localizado no vetor normal . É o ponto no infinito se a curvatura é zero. O Circulo de Curvatura para a curva é centralizado no centro da curvatura. Cauchy definiu o centro da curvatura C como o ponto de interseção de duas linhas normais infinitamente próximas da curva.  O local dos centros de curvatura para cada ponto da curva compreende a evolução da curva. Este termo é geralmente usado em Física em relação ao estudo das lentes. 
Também pode ser definida como a distância esférica entre o ponto em que todos os raios que caem na lente parece convergir para ela (no caso de lente convexa) ou divergir dela (no caso de lente côncava) e a própria lente . 